# Заурофагия
Заурофагия (от греч. σαυρος — «ящерица», и φάγειν — «поедать») — форма питания и пищевого поведения некоторых позвоночных животных, охотящихся и питающихся ящерицами.
Ящерицами питаются многие хищные и всеядные млекопитающие и птицы, охотящиеся на разнообразных мелких животных, на некрупных ящериц нападают многие змеи. В тропических регионах мелкие ящерицы нередко становятся добычей крупных видов зимородков, один из которых, белоголовая альциона, даже получил научное видовое название saurophagus — «питающийся ящерицами». Аналогичное название Saurophagus, но уже как родовое, было дано также большой питанге, всеядной воробьинообразной птице из семейства тиранновых, питающейся также в том числе и ящерицами (в настоящее время род питанг называется Pitangus).
Однако заурофагами обычно называют животных, рацион которых состоит из ящериц не менее чем на половину. Например, среди змей есть виды, большую часть рациона которых составляют мелкие ящерицы. Например, веретеницы, прыткие и другие ящерицы составляют до 60 % рациона обыкновенной медянки. Взрослых ящериц медянка душит, обвивая их кольцами своего тела так, что из клубка высовываются только голова и хвост жертвы. Придушив добычу, змея постепенно распускает кольца своего тела и начинает её заглатывать, обычно со стороны головы. С более крупными и сильными ящерицами медянке удается справиться далеко не всегда и не сразу. Чаще, однако, побеждает змея, которой немало помогает в этом и ядовитая для ящериц слюна, попадающая в кровь добычи. Мелких ящериц медянки, особенно молодые особи, поедают живьем, всегда схватывая их за голову. Преимущественно ящерицы (круглоголовки, ящурки и агамы) составляют пищу и стрелы-змеи, которая так же как и медянка крепко схватывает добычу, обвивая её несколькими кольцами своего тела, после чего широко разинув пасть кусает за шею, крепко сжимая челюсти с ядовитыми зубами и ослабляя хватку лишь когда сопротивление жертвы слабеет. Паралич от яда даже у крупных ящериц наступает уже через несколько секунд после укуса. После этого стрела-змея распускает кольца и, облизав добычу, не торопясь проглатывает её. Из тропических змей в основном ящерицами питается, например, американская блестящая остроголовая змея.
Из беспозвоночных на ящериц могут нападать только самые крупные, сильные и обладающие ядом формы, такие как гигантская сколопендра, которым под силу справиться с ящерицей. Иногда мелкие ящерицы могут попадать в крепкие паутинные сети отдельных видов пауков и становиться их добычей.
- Птица-секретарь
- Изменчивый хохлатый орёл с пойманной ящерицей калотом
- красноклювая альциона
- Рубиновый зимородок
- Сенегальская альциона
- Аистоклювый зимородок
- Медянка, схватившая стенную ящерицу
- Медянка, схватившая веретеницу
- Стрела-змея, обвившая кольцами своего тела степную агаму
- Ящерица сцинк, попавшая в паутину австралийского паука Latrodectus hasselti